# Zombies (grup)
Per al grup britànic dels anys 1960, veure The Zombies.
Zombies va ser un grup de new wave espanyol de començaments dels anys 1980.

## Història
El grup va ser fundat pel músic Bernardo Bonezzi (Madrid, 1964 - 2012), qui ja abans dels catorze anys havia capitanejat un projecte musical anomenat Morbus Acre (no va fundar aquest grup, sinó que es va unir a ells i amb part dels seus membres va constituir la primera formació de Zombies).
Havia format part del grup seminal de la movida madrileña Kaka de Luxe. Zombies conjuminaven influències del glam rock (Lou Reed, David Bowie, Brian Eno) i de la new wave (Talking Heads, The B-52's). Van fitxar per RCA qui va editar el primer senzill del grup, Groenlandia, cançó que continua figurant entre les més conegudes del pop espanyol dels anys 1980, present en nombroses recopilacions de la música de l'època.
Encoratjats per l'èxit del senzill van gravar el seu primer àlbum, Extraños Juegos, un dels discos de pop amb més èxit d'aquells anys. No obstant això, després de la publicació del segon àlbum, La Muralla china, Bonezzi va decidir abandonar el grup per a dedicar-se a altres projectes.

## Discografia

### Àlbums
- Extraños juegos (RCA, 1980).
- La muralla china (RCA Víctor, 1981).

### Senzills
- Groenlandia / La venganza de Cthulhu (RCA, 1980).
- No puedo perder mi tiempo/ Contacto en Zúrich (RCA, 1981).
- La muralla china/ Ngwame'Ngaa (RCA, 1981).

## Integrants
- Bernardo Bonezzi †(compositor, cantant i guitarra).
- Tesa Arranz (caixes xineses i cors).
- Álex de la Nuez (guitarrista).
- Massimo Rosi (bajo).
- Juanma del Olmo (guitarrista).
- Miguel Ordóñez (caixa de ritmes).
- Jorge Tejerina (músic percussionista, cantant, lletrista i compositor).